# Life Is Good (Flogging Molly)
Life Is Good è il sesto album in studio del gruppo musicale irlandese-statunitense Flogging Molly, pubblicato nel 2017.

## Tracce
1. There's Nothing Left Pt. 1 – 2:24
2. The Hand of John L. Sullivan – 4:01
3. Welcome to Adamstown – 3:05
4. Reptiles (We Woke Up) – 3:43
5. The Days We've Yet to Meet – 3:42
6. Life Is Good – 4:02
7. The Last Serenade (Sailors and Fishermen) – 4:24
8. The Guns of Jericho – 4:16
9. Crushed (Hostile Nations) – 4:22
10. Hope – 3:27
11. The Bride Wore Black – 2:59
12. Until We Meet Again – 3:55

## Formazione
Flogging Molly
- Dave King – voce, chitarra acustica, bodhrán, cucchiai
- Bridget Reagan – fiddle, tin whistle, cori
- Dennis Casey – chitarra acustica, chitarra elettrica, cori
- Matt Hensley – fisarmonica, cori
- Nathen Maxwell – basso, voce (in The Days We've Yet to Meet), cori
- Robert Schmidt – banjo, mandolino, cori
- Mike Alonso – batteria, percussioni, cori

Ospiti
- Keith Douglas & Brad Magers (Mariachi El Bronx) - tromba (in Welcome to Adamstown e Life Is Good)
- Neillidh Mulligan - uilleann pipes (in Crushed (Hostile Nations))